# Бобан Р. Милетић
Бобан Р. Милетић (Фоча, 20. децембар 1992.) српски је универзитетски професор, доктор биотехничких наука и пјесник. Актуелни је наставник у звању доцента на Пољопривредном факултету Универзитета у Источном Сарајеву и руководилац Катедре за шумарство на истоименом факултету. 

## Биографија
Основну школу „Веселин Маслеша” и средњу шумарску школу завршио је у Фочи. Основне академске студије уписује 2011. на Пољопривредном факултету Универзитета у Источном Сарајеву, студијски програм Шумарство у Власеници, које завршава 2015. као први у генерацији. На матичном факултету, од 1. октобра 2016, ступа у радни однос као сарадник у настави у звању асистента, на ужу научну област Шумарство. Крајем исте године уписује мастер академске студије на Шумарском факултету Универзитета у Београду, које завршава почетком 2018. Докторске академске студије, из области Шумарства, уписује 2018. на Пољопривредном факултету Универзитета у Новом Саду, а завршава 2022, одбранивши докторску дисертацију под насловом: „Употреба Еленберговог и индекса суше за предвиђање утицаја климатских промена у шумама Србије”. Од 1. фебруара 2023. распоређен је на пословима наставника у звању доцента, ужа научна област Шумарство, на Пољопривредном факултету Универзитета у Источном Сарајеву, студијски програм Шумарство у Власеници. 
У краћим временским интервалима током 2017, 2018. и 2019. боравио је у Руској Федерацији, гдје је обавио стручно усавршавање из области шумарства и руског језика.    Од 15. августа до 5. септембра 2022, као један од истраживача, учествује у међународној научној експедицији „Камчатка – Северозападни Ватрени прстен”, која се организује у оквиру програма „Нова генерација”, а под покровитељством Руског географског друштва.  
Од стране министра Министарства правде Републике Српске, 14. фебруара 2023, именован је за вјештака шумарске области. У својству руководиоца и истраживача учествовао је на неколико домаћих и међународних научно-истраживачких пројеката.    Као резултат књижевног и научног стваралаштва објавио је збирку поезије, универзитетски уџбеник и 20 научних публикација из области шумарства у националним и међународним часописима, као и у зборницима радова домаћих и међународних научних скупова.    Његов научни опус доминатно се карактерише употребом географско информационих система (ГИС) и даљинске детекције у планирању газдовања шумама, односно праћењу и моделовању промјена у шумама, са акцентом на климатске промјене. Добитник је двије књижевне награде.  Говори енглески и руски језик.  

## Књижевне награде
- I мјесто - Конкурс за најбољу необјављену пјесму родољубивог садржаја - награда „Владимир Гаћиновић” (2015), Културно-спортски центар и Народна библиотека „Владимир Гаћиновић” Билећа [18]
- II мјесто - Конкурс за најбољу пјесму о ријеци Тари, Пјеснички сусрети „Тара без граница” (2015), Центар за културу Плужине [19]

## Књиге и уџбеници
- Гутаљ М., Грјазкин В. А., Милетић Б., Ђурђић И. (2023). Недрвни шумски производи (одабрана поглавља) - универзитетски уџбеник, Универзитет у Источном Сарајеву, Пољопривредни факултет, Источно Сарајево [20]
- Милетић. Р. Б. (2022). Жубор битисања - збирка пјесама. СПКД „Просвјета” Власеница, АСоглас издаваштво Зворник [21]

## Одабрани радови
- Miletić, B.R.; Matović, B.; Orlović, S.; Gutalj, M.; Đorem, T.; Marinković, G.; Simović, S.; Dugalić, M.; Stojanović, D.B. (2024) Quantifying Forest Cover Loss as a Response to Drought and Dieback of Norway Spruce and Evaluating Sensitivity of Various Vegetation Indices Using Remote Sensing. Forests 2024, 15(4), 662.
- Jevšenak, J., Klisz, M., Mašek, J., Čada, V., Janda, P., Svoboda, M., Vostarek, O., Treml, V., van der Maaten, E., Popa, A., Popa, I., van der Maaten-Theunissen, M., Zlatanov, T., Scharnweber, T., Ahlgrimm, S., Stolz, J., Sochová, I.,  Roibu, C., Pretzsch, H. ... Miletić, B. ... Buras, A. (2023). Incorporating high-resolution climate, remote sensing and topographic data to map annual forest growth in central and eastern Europe, Science of The Total Environment, 2023, 169692
- Miletić, B., Orlović,S.,Lalić, B., Đurđević, V., Vujadinović Mandić, M., Vuković, A., Gutalj, M., Stjepanović, S., Matović, B., Stojanović, DB. (2021). The potential impact of climate change on the distribution of key tree species in Serbia under RCP 4.5 and RCP 8.5 scenarios, Austrian Journal of Forest Science 138 (3/2021), 183-208
- Miletić, B., Drašković, B., Đorem, T., Bojić, S., Matović, B., Stojanovic, DB. (2022). The Potential Impact of Climate Change on the Distribution of Norway Spruce (Picea abies Karst.) in Bosnia and Herzegovina, Lesnoy Zhurnal (Russian Forestry Journal), 73-83
- Drašković, B.,Gutalj, M., Stjepanović, S., Miletić, B. (2021). Estimating recent forest losses in Bosnia and Herzegovina by using the Copernicus and Corine land cover databases, Šumarski list 145 (11-12), 581-589
- Skorup, D., Vujasinović, M., Marinković, G., Grgić, I., Miletić, B. (2023). Assessment of forest resources based on Sentinel-2 images–case study Derventa, BiH (Cadastral municipality of Brezici), Šumarski list 147 (7-8), 353-362
- Stojanović, DB., Orlović, S., Zlatković, M., Kostić, S. Vasić,V., Miletić, B., Kesić, L., Matović, B., Božanić, D., Pavlović, L., Milović, M., Pekeč, S., Đurđević, V. (2022). Climate change within Serbian forests: current state and future perspectives, Topola/Poplar 208, 39-56
- Stjepanović, S., Miletić, B., Drašković, B., Tunguz, V. (2021). The impact of climate change on the growth of European beech at optimal altitudes in the Republic of Srpska, Topola/Poplar, 5-10
- Miletić, B., Danilović, M., Đorem, T., Filipić, B., Gutalj, M. (2021). Uticaj sastojinsko-terenskih karakteristika na efikasnost rada traktora Timberjack 240b u čistim sastojinama bukve, Topola/Poplar 208, 5-13
- Miletić B., Stojnić D., Drašković B., Gryazkin V. A., Gutalj M., Bojić S. (2019). Analysis of road network density and mean skidding distance in forest management unit ''Мeštrevac'' using modern techniques and methods, Book of Proceedings Tenth International Scientific Agricultural Symposium “Agrosym 2019”, Jahorina, October 03-06, 2019